# Straffstock

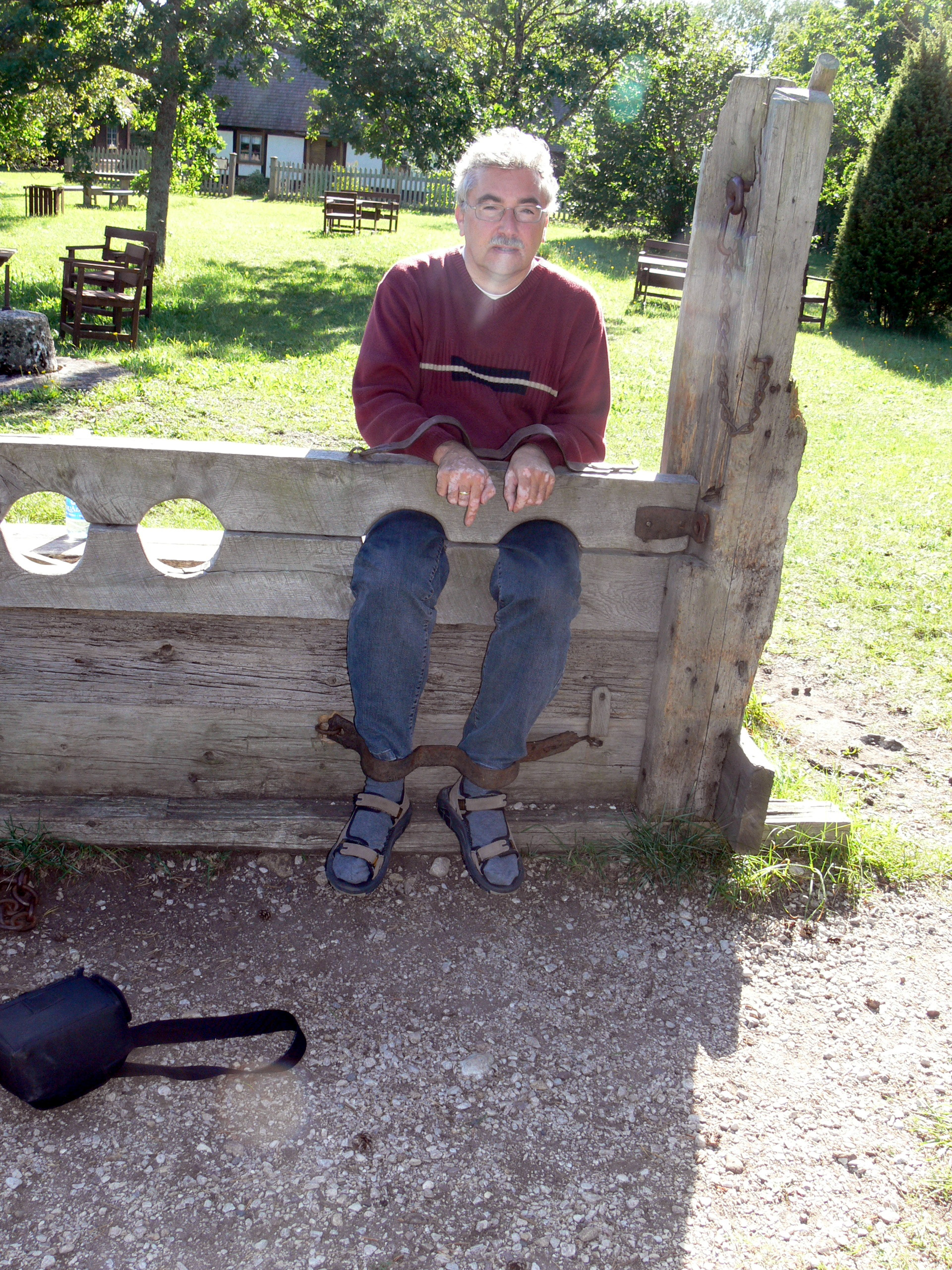
Straffstock vid Bungemuseet, Gotland

En stock, straffstock, eller gapstock, var ett straffredskap bestående av en (kluven) stock eller två plankor – förenade med gångjärn i ena änden och med en låsanordning i den andra. I anläggningsytorna fanns hål i vilka delinkventens ben (ibland även handleder och hals) låstes fast.
Att ”sitta i stocken” var ett skamstraff, så meningen var att så många som möjligt skulle få titta på (och eventuellt håna) den dömde. Därför placerades den för det mesta framför kyrkorna eller i vapenhusen, dit kyrkogångsplikten tvingade människorna.
Straffet avskaffades definitivt 1841 i Sverige.